# Kevin Jolly
Kevin R. Jolly (* 9. Juli 1959) ist ein englischer Badmintonspieler. 

## Karriere
Kevin Jolly gewann viermal Silber und einmal Bronze bei Junioren-Europameisterschaften und dreimal die Welsh International, bevor er 1983 erstmals englischer Meister wurde. 1981 und 1983 siegte er bei den Portugal International, 1984 und 1985 bei den Irish Open.

## Sportliche Erfolge
| Saison | Veranstaltung                             | Disziplin    | Platz | Name                       |
| ------ | ----------------------------------------- | ------------ | ----- | -------------------------- |
| 1975   | Junioren-Europameisterschaft              | Herreneinzel | 3     | Kevin Jolly                |
| 1975   | Junioren-Europameisterschaft              | Herrendoppel | 2     | Kevin Jolly / Tim Stokes   |
| 1976   | Welsh International                       | Herreneinzel | 1     | Kevin Jolly                |
| 1976   | Welsh International                       | Herrendoppel | 1     | Tim Stokes / Kevin Jolly   |
| 1977   | England: Einzelmeisterschaft der Junioren | Herreneinzel | 1     | Kevin Jolly                |
| 1977   | England: Einzelmeisterschaft der Junioren | Mixed        | 1     | Kevin Jolly / Karen Bridge |
| 1977   | England: Einzelmeisterschaft der Junioren | Herrendoppel | 1     | Kevin Jolly / Nigel Tier   |
| 1977   | Junioren-Europameisterschaft              | Mixed        | 2     | Kevin Jolly / Karen Bridge |
| 1977   | Junioren-Europameisterschaft              | Herrendoppel | 2     | Kevin Jolly / Nigel Tier   |
| 1977   | Junioren-Europameisterschaft              | Herreneinzel | 2     | Kevin Jolly                |
| 1979   | Welsh International                       | Herreneinzel | 1     | Kevin Jolly                |
| 1979   | Northern Championships                    | Herreneinzel | 1     | Kevin Jolly                |
| 1980   | Northumberland International              | Herreneinzel | 1     | Kevin Jolly                |
| 1981   | Portugal International                    | Herreneinzel | 1     | Kevin Jolly                |
| 1982   | Victor Cup                                | Herreneinzel | 1     | Kevin Jolly                |
| 1983   | England: Einzelmeisterschaften            | Herreneinzel | 1     | Kevin Jolly                |
| 1983   | Portugal International                    | Herreneinzel | 1     | Kevin Jolly                |
| 1983   | Poona Open                                | Herreneinzel | 1     | Kevin Jolly                |
| 1984   | Irish Open                                | Herreneinzel | 1     | Kevin Jolly                |
| 1985   | Irish Open                                | Herreneinzel | 1     | Kevin Jolly                |